# Długi Henryk
Długi Henryk (niem. Langer Heinrich) – niemiecki żuraw pływający zbudowany w roku 1905 przez firmę Bechem & Keetman z Duisburga, który do 1945 roku znajdował się w gdańskiej stoczni Schichaua. Nazwa żurawia pochodzi od Heinricha Sahma – ostatniego nadburmistrza Gdańska i pierwszego prezydenta senatu Wolnego Miasta Gdańska, który mierzył około 2 metrów wzrostu.

## Opis techniczny
Długi Henryk o nitowanej kratownicowej konstrukcji i wysokości 50 metrów miał charakterystyczne, mocno zakrzywione ramię, którego wysięg wynosił około 20 metrów. Żuraw ważył około 900 ton, a jego obsługa liczyła 14 osób. Mobilność zapewniały mu dwa parowe silniki o mocy 134 kW każdy. Pływający na pontonie żuraw mógł podnieść na tak zwanym dużym haku ładunek do 100 ton, a na tak zwanym małym haku do 20 ton. 

## Eksploatacja
Długi Henryk umożliwiał znaczne przyśpieszenie budowy okrętów, bo można było montować elementy kadłuba czy jego wyposażenia również od strony akwenu, a nie tylko stoczniowego nabrzeża. Żurawia użyto między innymi podczas akcji podnoszenia z dna polskiego torpedowca ORP „Kaszub”, który zatonął w Gdańsku w lipcu 1925 roku oraz podczas odbudowy mostów kolejowego i drogowego w Tczewie, wysadzonych w czasie kampanii wrześniowej w 1939 roku, będącej pierwszym etapem II wojny światowej.
Długi Henryk po zdobyciu Gdańska w marcu 1945 roku przez Sowietów został przez nich odholowany do Rostocku w radzieckiej strefie okupacyjnej w Niemczech (od 1949 roku Niemiecka Republika Demokratyczna). Tamtejsza stocznia Neptun Werft miała produkować wyposażenie dla radzieckiej floty – aby jak najszybciej wznowić produkcję przetransportowano tam w pełni sprawnego Długiego Henryka.
W 1950 roku żuraw uległ poważnej awarii podczas podnoszenia z dna zatopionego statku – ramię doznało poważnego pęknięcia, ale szybko je naprawiono. W 1978 roku Długi Henryk został wycofany z eksploatacji i trafił do Muzeum Okrętownictwa i Żeglugi w Rostocku. W latach 2010–2012 dokonano jego remontu.